# 圣保罗莱达克斯
圣保罗莱达克斯（法語：Saint-Paul-lès-Dax，法語發音：[sɛ̃ pɔl lɛ daks]）是法国朗德省的一个市镇，位于该省西南，达克斯市区以北，属于达克斯区。

## 地名
“圣保罗莱达克斯”（Saint-Paul-lès-Dax）一名意为“達克斯附近的圣保罗”，后面的“Dax”为所在省的副省会達克斯，字母“x”发音，《世界地名翻译大辞典》与《世界地名译名词典》将其误译作“圣保罗-莱达”。

## 地理
圣保罗莱达克斯（43°43'32"N, 1°3'10"W）面积58.45 平方千米，位于法国新阿基坦大区朗德省，该省份为法国西南部沿海省份，是法國本土面积第二大的省，北起吉倫特省，西临大西洋，南至大西洋比利牛斯省，东临热尔省，东北与洛特-加龍省接壤。
与圣保罗莱达克斯接壤的市镇（或旧市镇、城区）包括：達克斯、古尔伯拉、埃尔姆、马热斯克、梅斯、圣樊尚德保罗、伊佐斯、昂古梅、里维耶尔-萨斯和古尔比。
圣保罗莱达克斯的时区为UTC+01:00、UTC+02:00（夏令时）。

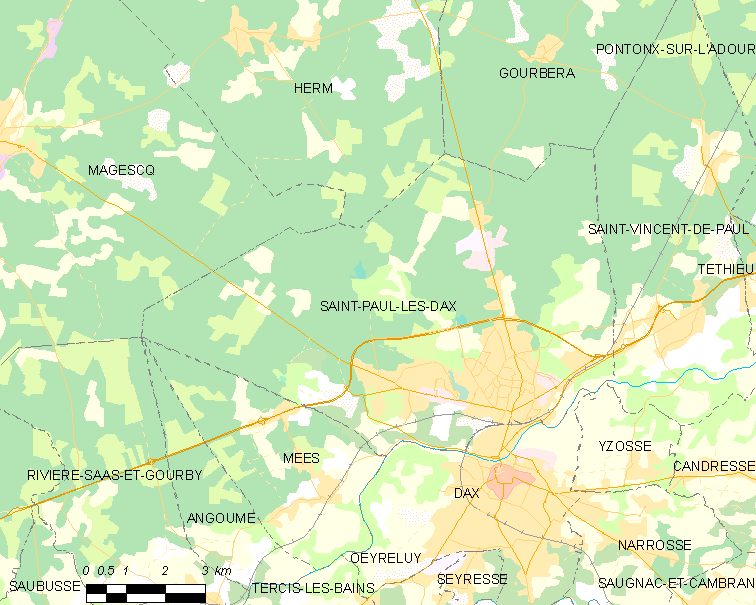
圣保罗莱达克斯的OSM定位图

## 行政
圣保罗莱达克斯的邮政编码为40990，INSEE市镇编码为40279。

## 政治
圣保罗莱达克斯所属的省级选区为达克斯第一县。

## 交通
朗德省省道D16线、D70线、D129线、D401线、D459线、D524线、D824线和D947线经过境内。达克斯城市公共交通多条公交线路开往圣保罗莱达克斯境内。

## 人口

1962-2008年间圣保罗莱达克斯人口变化图示

圣保罗莱达克斯于2022年1月1日时的人口数量为14114人。